# Cristhian Mosquera
Cristhian Andrey Mosquera Ibargüen (Alicante, 27 de junio de 2004) es un futbolista español que juega en la posición de defensa para el Arsenal F. C. de la Premier League.

## Trayectoria
Nacido en Alicante, y de padres colombianos, se formó en las escuelas SCD Carolinas y SCD San Blas Cañavate de fútbol sala antes de pasar a las categorías inferiores del Hércules C. F., donde dio el salto a la academia del Valencia C. F. a los 12 años, en 2016.
El 4 de septiembre de 2021 debutó con 17 años en el Valencia Mestalla, equipo filial del club, a las órdenes de Miguel Ángel Angulo en el estadio Antonio Puchades frente al C. D. Castellón "B" en partido de la 1.ª jornada del Grupo VI la Tercera Federación que ganó el equipo valencianista por 3-1.
Esa misma temporada, el 16 de enero de 2022 debutó en el primer equipo del técnico José Bordalás siendo titular y jugando los 90' de la eliminatoria de Copa del Rey frente al C. D. Atlético Baleares con el dorsal 37. Con solo 17 años se convirtió en uno de los jugadores más jóvenes en debutar en partido oficial con el primer equipo valencianista, y el más joven en la posición de defensa central. Tres días después, el 19 de enero hizo su debut en La Liga como titular en el estadio de Mestalla frente al Sevilla F. C., convirtiéndose en el 4.º jugador más joven en la historia del club en debutar en la liga española. Participó en cinco encuentros más esa temporada, por lo que sumó un total de seis encuentros en Liga y uno en la Copa del Rey.
La temporada 2022-23 mantuvo su ficha del equipo filial, pero con el dorsal 33 también estaba en dinámica del primer equipo a las órdenes de Gennaro Gattuso, quien le dio minutos en las victorias frente a Girona F. C. y Getafe C. F. También pudo seguir participando en el Valencia Mestalla de la Segunda Federación, sobre todo durante el parón de los campeonatos profesionales por la disputa del Mundial 2022.
El 24 de julio de 2025, después de haber jugado noventa partidos con el primer equipo del Valencia C. F., fue traspasado al Arsenal F. C.

## Estadísticas

### Clubes
Actualizado al último partido disputado el 23 de mayo de 2025.
| Club                             | Div.          | Temporada     | Liga  | Liga  | Copas nacionales | Copas nacionales | Copas internacionales | Copas internacionales | Total | Total |
| Club                             | Div.          | Temporada     | Part. | Goles | Part.            | Goles            | Part.                 | Goles                 | Part. | Goles |
| -------------------------------- | ------------- | ------------- | ----- | ----- | ---------------- | ---------------- | --------------------- | --------------------- | ----- | ----- |
| Valencia C. F. Mestalla · España | 3.ª F         | 2021-22       | 4     | 0     | ―                | ―                | ―                     | ―                     | 4     | 0     |
| Valencia C. F. · España          | 1.ª           | 2021-22       | 6     | 0     | 1                | 0                | ―                     | ―                     | 7     | 0     |
| Valencia C. F. Mestalla · España | 2.ª F         | 2022-23       | 10    | 0     | ―                | ―                | ―                     | ―                     | 10    | 0     |
| Valencia C. F. Mestalla · España | Total club    | Total club    | 14    | 0     | 0                | 0                | 0                     | 0                     | 14    | 0     |
| Valencia C. F. · España          | 1.ª           | 2022-23       | 3     | 0     | 1                | 0                | ―                     | ―                     | 4     | 0     |
| Valencia C. F. · España          | 1.ª           | 2023-24       | 36    | 0     | 2                | 0                | ―                     | ―                     | 38    | 0     |
| Valencia C. F. · España          | 1.ª           | 2024-25       | 37    | 1     | 4                | 0                | ―                     | ―                     | 41    | 1     |
| Valencia C. F. · España          | Total club    | Total club    | 82    | 1     | 8                | 0                | 0                     | 0                     | 90    | 1     |
| Arsenal F. C. Inglaterra         | 1.ª           | 2025-26       | 0     | 0     | 0                | 0                | 0                     | 0                     | 0     | 0     |
| Arsenal F. C. Inglaterra         | Total club    | Total club    | 0     | 0     | 0                | 0                | 0                     | 0                     | 0     | 0     |
| Total carrera                    | Total carrera | Total carrera | 96    | 1     | 8                | 0                | 0                     | 0                     | 104   | 1     |

## Palmarés

### Títulos internacionales
| Título                    | Equipo                       | Sede  | Año  |
| ------------------------- | ---------------------------- | ----- | ---- |
| Torneo Olímpico de Fútbol | Selección de España (sub-23) | París | 2024 |

### Distinciones individuales
| Distinción                                                                     | Año  |
| ------------------------------------------------------------------------------ | ---- |
| Uno de los 60 mejores futbolistas sub-17 del mundo según el medio The Guardian | 2021 |
| Distinción al Mérito Deportivo de la Comunidad Valenciana                      | 2024 |
| Seleccionado en el Once de Oro del Fútbol Draft.                               | 2024 |